# Shelfis

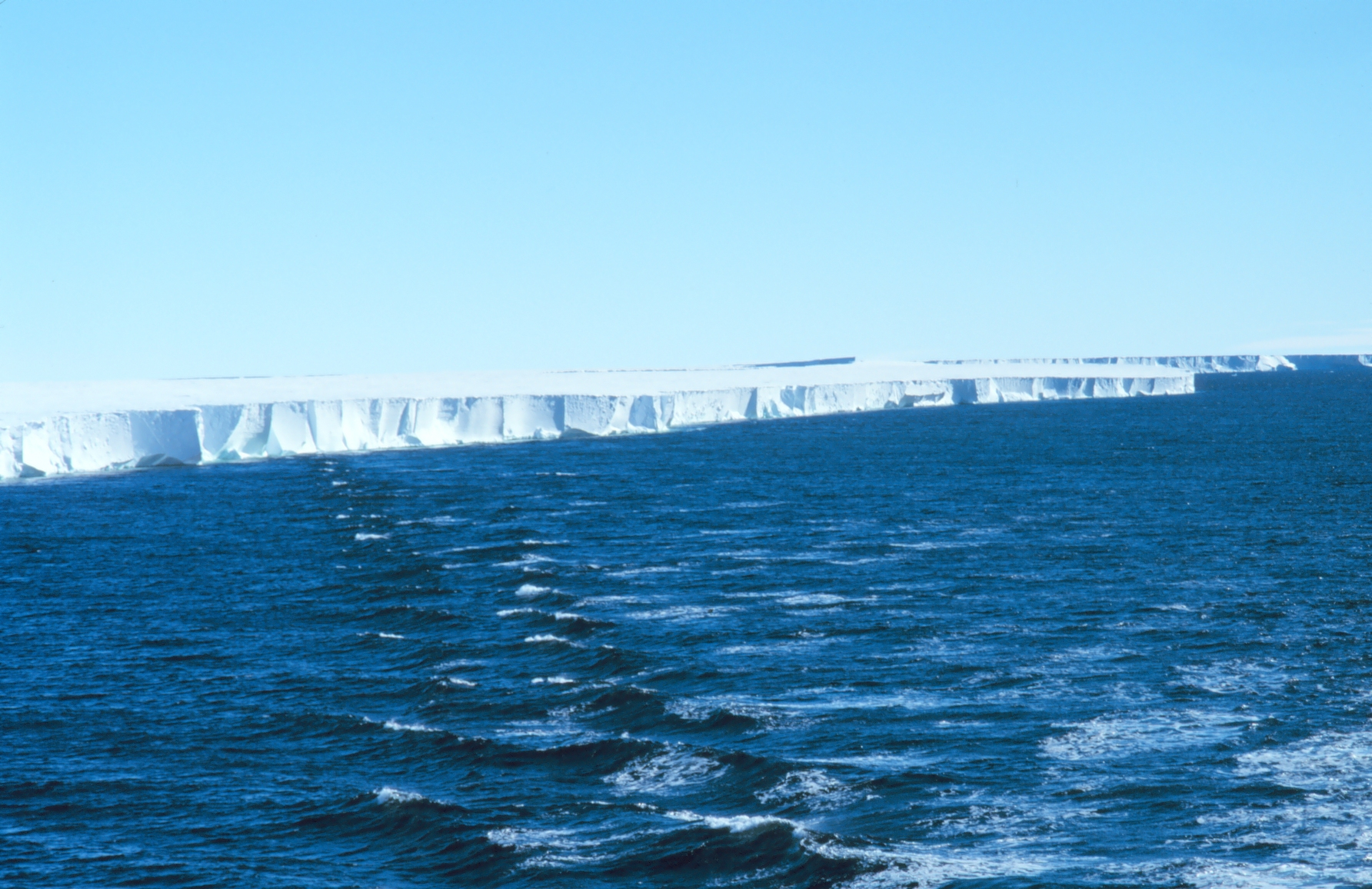
Ross shelfis

Shelfis är en del av glaciäris som pressats ut i havet över kontinentalsockeln (shelfen) och därför flyter ovanpå havsvattnet. Man räknar en isplatta som shelfis när den höjer sig minst två meter över havsytan, men vanligtvis är den mellan 100 och 1000 meter tjock. Shelfisen är platt och fri från spänningar. Då is bryts av från shelfisen (kalvning), kan mycket stora isberg, s.k. taffelisberg, bildas.
Till skillnad från havsis, vilken bildas på havsvattnet bildas shelfis på ankar-is som ligger på kontinentalsockeln.
De största shelfisytorna ligger i Antarktis men shelfis förekommer också vid norra Grönland.
- Ross shelfis, som täcker nära hälften av Rosshavet med en yta av ca 490 000 km².
- Filchner Ronne shelfis, som täcker en stor del av Wedellhavet med en yta av ca 450 000 km².

Båda har var för sig en yta som är ungefär som Sveriges yta.

## Shelfis och packis
Shelfis ska skiljas från packis. Den senare är is som förekommer i både arktiska och antarktiska farvatten som genom vindens och vågornas påverkan brutits sönder och packats ihop så att isflak hamnat på varandra eller kantställts. I polarområdena finns packisfält som kan bli över 7 m höga och 2 000 km2 stora.